# San Pablo (Kalifornie)
San Pablo je město v okrese Contra Costa County ve státě Kalifornie ve Spojených státech amerických. Sousedí s městem Richmond, které město zcela obklopuje. Leží v oblasti mezi Berkeley Hills a San Pablo Bay.
K roku 2010 zde žilo 29 139 obyvatel. S celkovou rozlohou 6,82 km² byla hustota zalidnění 4 300 obyvatel na km². Největším zaměstnavatelem ve městě je Contra Costa College.